# Bedřich z Donína
Bedřich z Donína (1574 – leden 1634) byl český šlechtic, cestovatel a spisovatel. Podnikl čtyři cesty (do Rakouska a Uher, Bavorska, a dvě do Itálie). Tyto své cesty popsal v cestopisu, který však knižně vyšel poprvé až v roce 1940. Působil jako zemský sudí, později jako královský rada. Zajímavostí je, že jako první sestavil soupis českých jeskyní.

## Život
Jeho otcem byl Václav z Donína, příslušník újezdecké větve pánů z Donína, nazvané podle vsi a tvrze Bílý Újezdec u Smečna (ves zpustla za třicetileté války, tvrz byla na počátku 19. století přestavěna na lázně Šternberk, dnes je součást obce Ledce). Jeho matkou byla Eliška Bezdružická z Kolovrat.
Bedřich se roku 1587 zapsal na Karlovu univerzitu, ale nedostudoval, neboť za rok odjel do Vídně, kde pak pobýval tři roky, pravděpodobně na dvoře arciknížete Arnošta. Během této doby podnikl cestu do Uher. V roce 1592 odjel do Bavorska. I zde se zapsal na univerzitu, v Ingolstadtu, ale již za rok znovu "zvedl kotvy". V doprovodu hofmistra Petra Velcursia se vydal na kavalírskou cestu do Itálie. Z ní se vrátil roku 1594 do Prahy, rok poté se usadil na Moravě, žil v Olomouci a Brně.
V roce 1599 zemřel jeho otec, načež zdědil rodovou tvrz v Újezdci a několik vsí a ujal se jejich správy. V roce 1602 se oženil s Isoldou z Martinic, sestrou pozdějšího místodržitele Jaroslava Bořity z Martinic, vyhozeného z okna během defenestrace roku 1618. Ovdověl však již po třech letech. V roce 1607 se znovu vypravil do Itálie, opět v doprovodu Petra Velcursia. Šlo o náboženskou pouť, při níž navštívil Řím a Loreto.
Jeho záliba v cestách, časté půjčování císaři Rudolfu II., velkorysá podpora jezuitskému řádu a malá péče o rodovou državu ho však přivedly do finančních nesnází. V roce 1611 musel rodové dědictví prodat švagrovi Bořitovi z Martinic, za 14 800 kop míšeňských. Poté nastoupil ke dvoru. V letech 1611-1618 byl přísedícím zemského soudu a rádcem krále Matyáše Habsburského.
Byl politicky neangažovaným katolíkem, takže ho porážka českého stavovského povstání v roce 1620 nezasáhla, na rozdíl od dvou jeho bratrů, Jana Vladislava a Oty, kteří museli odejít do exilu. Bedřich byl naopak roku 1627 jmenován relátorem při zemských deskách. Na pobělohorských konfiskacích se nijak nepřiživil, přesto se jeho finanční situace zlepšila díky tomu, že jeho bratři, když pochopili, že domů se asi již nevrátí, mu roku 1628 postoupili dům na Novém Městě pražském. Jenže Bedřich přišel znovu do dluhů a již za dva roky musel dům prodat. Spory o dluhy (především s Václavem Nečanským z Minic) se táhly až do jeho smrti. V roce 1642 se jeho bratr Jan Vladislav vrátil do Čech, ale byl záhy zavražděn. Tím vymřela újezdecká větev rodu.

## Dílo
České literatuře zanechal Bedřich z Donína cestopis, který zachycuje všechny jeho cesty po Evropě. Za Bedřichova života nevyšel, nicméně rukopis se podařilo zachránit a v současnosti je uchován ve Strahovské knihovně. Cestopis není podepsán, nicméně většina literárních historiků nepochybuje o tom, že autorem byl skutečně sám Bedřich. Cestopis je psán česky. Josef Jungmann jeho češtinu roku 1843 ocenil, ale upozornil na její častou hovorovost: "Přirozený, světlý, čeština správná, toliko v tom snad vadná, že nejsa učený gramatik, namnoze dle objevného mluvení se řídě, forem jazyku spisovnému neobyčejných užíval." Rukopis je také bohatě ilustrován. Zejména kresby italských měst byly často použity historiky pro rekonstrukci jejich renesanční podoby.
Tiskem byl cestopis vydán až roku 1940 A. Grundem, spolu s rovněž dosud nevydanými latinskými zápisky Bedřichova průvodce Petra Velcursia. I ty byly uchovány Bedřichem, Velcursius mu je věnoval roku 1610. V současnosti je opečovává knihovna Národního muzea v Praze.
- Z DONÍNA, Bedřich. Cestopis Bedřicha z Donína. Příprava vydání Antonín Grund. Praha: Melantrich, 1940. 222 s.